# Мир Масджиди-хан
Сахибзада́ Ми́р Масджиди́-ха́н — один из известных лидеров афганского сопротивления с равнины Шомали, который выступал против назначения Шуджи-Шаха Дуррани эмиром Афганистана правительством Британской Индии во время Первой англо-афганской войны. Он продолжал ожесточенную борьбу с оккупационными силами в Кабуле и его окрестностях и на севере Афганистана вплоть до своей смерти.

## Происхождение
Мир Масджиди-хан родился в провозглашённой святой семье Сайидов, но изначально был таджиком, проживающим в деревне Хваджа Хизри недалеко от Чарикара, столицы провинции Парван в регионе Кухистан на севере Афганистана. Его отец, Сахибзада Исхак Джан-хан, был зажиточным землевладельцем в этой местности, и семья была глубоко почитаема в этом районе за их исламскую учёность, благочестие и честность в общественных делах.
Детские годы Мира Масджиди прошли в идиллической сельской местности, в приобретении навыков верховой езды и боевых искусств, в дополнение к изучению Корана и шариата, а также персидской литературы.
Поскольку его семья была влиятельной, а сам он с раннего детства обладал врождённым достоинством и мудростью, он рано получил известность и со временем стал одним из самых уважаемых вождей Афганистана и знаменитостей того периода.

## Борьба с британцами
Первоначально, как и большинство людей своего времени, Мир Масджиди воспринял возвращение Шуджи-Шаха со смешанными чувствами, но с подозрением относился к мотивам британских войск, которые насильно возвели его на престол.
Вскоре, однако, стало очевидно, что шах был всего лишь номинальным главой, а реальный политический контроль осуществлялся сэром Уильямом Хейем Макнахтеном и другими британскими офицерами. Кроме того, британский гарнизон в Кабуле оскорбил общую социальную чувствительность своими эксцессами, в частности своими вольностями с женщинами, и население, подстрекаемое муллами и другими религиозными, духовными лидерами, включая Мира Масджиди, подняло открытое восстание, объявив себя сторонниками изгнанного эмира Дост Мухаммад-хана.
Благодаря своей личной военной доблести и влиятельному духовно-социальному положению Мир Масджиди вскоре стал одним из главных лидеров регионального восстания в это время, и он укрепил долину Ниджраб и другие районы Кухистана (современная провинция Каписа) против британских войск и отказался от верности к Шуджа шаху, а также организовал сопротивление в городе Кабул и его окрестностях. Одним из первых триумфов этого сопротивления под командованием Мира Масджиди было уничтожение экспедиции, посланной для захвата Чарикара, в ходе которой командир этого британского отряда майор Элдред Поттинджер также был тяжело ранен.
В 1840 году Мир Масджиди был на грани капитуляции перед британскими войсками в Афганистане и обсуждал детали этой капитуляции с сэром Александром Бёрнсом. Однако, по словам шотландского историка Уильяма Далримпла, британцы отказались соблюдать это соглашение.
Затем Мир Масджиди стал главной занозой в боку британского гарнизона в Кабуле, преследуя их на каждом шагу, и Макнахтен вскоре начал искать «другие решения», чтобы избавиться от него и объявил большую награду за него, живого или мёртвого. Хотя поначалу из этого мало что вышло, британские войска в сговоре с некоторыми местными вождями, которые были подкуплены, смогли в конечном итоге конфисковать большую часть поместий и имущества Мира Масджиди, и он был вынужден жить в горах и долинах, часто в тяжелом финансовом положении.

## Смерть
Примерно в начале 1841 года Макнахтен решил организовать убийство Мира Масджиди с помощью дипломатических махинаций своего тайного индийского специального агента Мохана Лала Зутши под псевдонимом «Ага Хасан Кашмири». Вскоре после этого Мир Масджиди внезапно заболел и умер в течение недели, день или два, вероятно, из-за отравления.

## Память
Сегодня Мир Масджиди-хана все еще помнят в Афганистане и Северо-Западном Пакистане как гази и шахида, который самоотверженно пожертвовал собой ради общего блага. В современном Афганистане одной из высших гражданских наград страны за самоотверженную государственную службу является «Премия Мира Масджиди-хана» в знак признания его исторического статуса и роли.